# Kalatungan
Der Kalatungan (auch bekannt als Catatungan) ist mit 2824 m der zweithöchste Vulkan und der sechsthöchste Berg auf den Philippinen. Der Vulkan befindet sich im Zentrum der Insel Mindanao, in der Nähe der Stadt Pangantucan, östlich des Lanao-Sees in der Provinz Bukidnon. Der hauptsächlich basaltische Schichtvulkan bildet einen Gebirgszug, der in Ost-West-Richtung verläuft und seit dem Jahre 2000 als das Mount Kalatungan Range Natural Park unter Naturschutz steht.
Der Kalatungan hat einen Basisdurchmesser von 44 km und wurde 2004 vom Philippine Institute of Volcanology and Seismology als „potenziell aktiv“ eingestuft; es ist wahrscheinlich, dass der Katalungan seinen letzten Ausbruch im Holozän hatte. Eine eingrenzende Zeitbestimmung seiner letzten Eruption ist nicht bekannt.
Die Quelle des Cagayan River entspringt an der Nordflanke des Kalatungan in einer Höhe von ca. 2.500 Metern.